# Erik Jarvik
Anders Erik Vilhelm Jarvik, né le 30 novembre 1907 à Utby et mort le 11 janvier 1998 à Stockholm, est un paléontologue et zoologiste suédois.

## Systématique
Il appartient à l'école de Stockholm en paléozoologie, fondée par Erik Stensiö (1891-1984).
Cette école a développé des théories polyphylétiques pour de nombreux taxons de rang supérieur, spécialement pour les Tétrapodes.

## Distinctions
- Chevalier de l'ordre de Vasa